# Pray (C.G mixのアルバム)
『pray』（プレイ）は、I'veのメインクリエイターの1人であるC.G mixの2作目のアルバム。
自身がボーカリストとしてアルバムを発表するのは前作『in your life』以来、約2年9ヶ月ぶりである。前作と同じく書き下ろしのオリジナル楽曲を中心に構成され、初回限定盤には「under the darkness」のPVを収録したDVDが付属される。PCゲーム『鬼畜眼鏡』の主題歌「under the darkness」や、I've所属のボーカリストであるKOTOKOに楽曲提供した「Face of Fact」のセルフカバーも収録。なお、特に表記されていないが「under the darkness」は本アルバムの収録にあたって再録が行われ、音源も原曲と異なっている。

## 収録曲
※全作曲・編曲：C.G mix（特記以外）
1. under the darkness（5:39）
作詞：A.I. / 編曲：C.G mix・尾崎武士
  - PCゲーム『鬼畜眼鏡』主題歌
2. Everything is assumed to be connected（5:11）
作詞：佐藤正大
3. judge（4:10）
作詞：木田亜由美
4. 風をうけて（4:15）
作詞：木田亜由美
5. DAY IN（4:51）
作詞：木田亜由美
6. flat（5:32）
作詞：C.G mix
7. Face of Fact（5:57）
作詞：KOTOKO
  - KOTOKOに提供した楽曲のセルフカバー。原曲はPCゲーム『BALDR FORCE』オープニングテーマ
8. Swept Away（4:12）
作詞：佐藤正大
9. 破線の標（4:27）
作詞：木田亜由美
10. pray（5:07）
作詞：佐藤正大
  - 『アニメTV』エンディングテーマ
11. BLUE（4:36）
作詞：木田亜由美
12. under the darkness -four piece band mix-（5:35）
作詞：A.I. / 編曲：C.G mix・尾崎武士